# Dust in the Wind
«Dust in the Wind» (с англ. — «Пыль на ветру») — песня американской прогрессив-рок-группы Kansas, выпущенная в качестве второго сингла из их альбома Point of Know Return 1977 года.
22 апреля 1978 года песня достигла 6-й строчки в чарте Billboard Hot 100, став единственным синглом Kansas, попавшим в Top-10 в США. 26 ноября 2019 года композиция получила 3-кратный «платиновый» статус от RIAA, что делает ее второй песней группы, после «Carry On Wayward Son», чьи продажи составили более 1 миллиона копий.